# Tito et les Oiseaux
Pour plus de détails, voir Fiche technique et Distribution.
Tito et les Oiseaux (Tito e os Pássaros) est un film d'animation brésilien réalisé par Gabriel Bitar, Gustavo Steinberg et André Catoto Dias et sorti en 2018.

## Synopsis
Les populations du monde sont stressées et subissent une obsession sécuritaire. Parallèlement, une épidémie se propage dans le monde mais les scientifiques n'arrivent pas à en découvrir la cause et les remèdes associés.
Tito est un enfant brésilien qui a perdu la sensation de peur depuis l'accident d'une machine qu'avait créée son père pour dialoguer avec les oiseaux. Il va combattre l'épidémie avec l'aide d'autres enfants et surtout les pigeons des villes.

## Fiche technique
Sauf indication contraire, les informations mentionnées dans cette section peuvent être confirmées par la base de données cinématographiques IMDb,  présente dans la section « Liens externes ».
- Titre : Tito et les Oiseaux
- Titre original : Tito e os Pássaros
- Réalisation : Gustavo Steinberg, Gabriel Bitar et André Catoto Dias
- Scénario : Gustavo Steinberg et Eduardo Benaim
- Musique : Ruben Feffer et Gustavo Kurlat
- Animation : Chico Bela et Vini Wolf
- Production : Gustavo Steinberg, Daniel Greco et Felipe Sabino
- Société de production : Bits Produções
- Société de distribution :  Damned Distribution (France)
- Pays de production :  Brésil
- Format : couleur
- Genre : animation, action, drame, science-fiction, fantastique
- Durée : 83 minutes
- Dates de sortie :
  - France : 11 juin 2018 (FIFA 2018) ; 3 avril 2019 (sortie nationale)[2]
  - Brésil : 14 février 2019

## Distribution

### Voix originales
- Denise Fraga
- Otávio Augusto
- Matheus Nachtergaele
- Mateus Solano
- Pedro Henrique

### Voix françaises
- Samuel Legay
- Jules Emmell
- Myrtille Zillioux
- Féodor Atkine
- Jean Barrier

## Accueil

### Accueil critique
Le film reçoit d'assez bons retours, avec une note moyenne de 3,6/5 proposée par Allociné.
Télérama apprécie le côté éducatif : « apprendra aussi aux enfants que la solidarité reste le meilleur antidote contre la peur des autres ». Première est par contre déçu « Un peu trop littérale et fourre-tout ».